# Comitatul Győr
Comitatul Győr, cunoscut și ca Varmeghia Győr (în maghiară Győr vármegye, în germană Komitat Raab sau Raaber Gespanschaft, în latină Comitatus Jauriensis, în slovacă Rábska župa/stolica sau Rábsky komitát), a fost o unitate administrativă a Regatului Ungariei din secolul X și până în 1920. Teritoriul său se află actualmente în nord-vestul Ungariei (95%) și în sud-vestul Slovaciei (aproximativ 5%). Capitala comitatului a fost orașul Győr (în germană Raab, în slovacă Ráb).

## Geografie
Comitatul Győr se învecina la vest cu comitatele Sopron și Moson, la nord cu Comitatul Pojon, la est cu Comitatul Komárom și la sud cu Comitatul Veszprém. Fluviul Dunărea și râul Rába curgeau pe teritoriul comitatului. Suprafața comitatului în 1910 era de 1.534 km², incluzând suprafețele de apă.

## Istorie
Comitatul Győr este unul dintre cele mai vechi comitate din Regatul Ungariei, fiind atestat încă din secolul X. El a fost cucerit de Imperiul Otoman în 1541 și de habsburgi în jurul anului 1598.
La sfârșitul Primului Război Mondial, o mică porțiune de la nord de Dunăre a acestui comitat (cam 5% din teritoriu) a devenit parte componentă a noului stat Cehoslovacia, aceste modificări de granițe fiind recunoscute prin Tratatul de la Trianon (1920). Cea mai mare majoritate a rămas pe teritoriul Ungariei și s-a unit cu partea de est a comitatului Moson și cu o mică parte a comitatului Pojon pentru a forma comitatul Győr-Moson-Pozsony.
Începând din 1950, comitatul Győr-Moson-Pozsony a fuzionat cu comitatul Sopron formând județul Győr-Sopron. Această unitate administrativă a fost redenumită județul Győr-Moson-Sopron la începutul anilor 1990. În 1993, Cehoslovacia s-a dizolvat, iar partea cehoslovacă a fostului comitat Győr a trecut la Slovacia independentă, ca parte componentă a regiunii Trnava.

## Demografie
În 1910, populația comitatului era de 136.295 locuitori, dintre care: 
- Maghiari -- 132.991 (97,57%)
- Germani -- 2.023 (1,48%)
- Slovaci -- 609 (0,44%)

## Subdiviziuni
La începutul secolului 20, subdiviziunile comitatului Győr erau următoarele:
| Districte (járás)                            | Districte (járás)                       |
| District                                     | Capitală                                |
| -------------------------------------------- | --------------------------------------- |
| Puszta                                       | Győrszentmárton (redenumit Pannonhalma) |
| Sokoróalja                                   | Tét                                     |
| Tószigetcsilizköz                            | Győr                                    |
| Comitate urbane (törvényhatósági jogú város) |                                         |
| Győr                                         |                                         |